# Voiles (constellation)
Vela
Pour les articles homonymes, voir Voiles (Debussy) et Voile.
 (mai 2021).
Si vous disposez d'ouvrages ou d'articles de référence ou si vous connaissez des sites web de qualité traitant du thème abordé ici, merci de compléter l'article en donnant les références utiles à sa vérifiabilité et en les liant à la section « Notes et références ».
Les Voiles sont l’une des 88 constellations du ciel, visible essentiellement de l’hémisphère sud. Incluse à l’origine par Ptolémée dans l’immense constellation du Navire Argo, elle fut créée par Nicolas-Louis de Lacaille lorsqu’il divisa le Navire en trois constellations distinctes. Les Voiles sont la deuxième constellation résultante par la taille.

## Histoire et mythologie
Le Navire Argo représentait, dans la mythologie grecque, le navire avec lequel Jason partit à la recherche de la Toison d’or. Ptolémée l’avait répertoriée dans son Almageste. À cause de sa taille (1 884 degrés carrés) et de son étendue (70° d’est en ouest), Nicolas-Louis de Lacaille la divisa en trois constellations, en 1752, afin de pouvoir la manier plus aisément. La constellation des Voiles est l’une des parties résultantes.

## Étoiles principales
Les désignations aux lettres grecques ayant été assignées aux étoiles plus d’un siècle avant la division du Navire Argo, chacune des trois constellations issues de la partition a hérité de certaines de ses lettres. En conséquence, il manque plusieurs des lettres dans chaque.

### Suhail al Muhlif (γVelorum)
α et β ayant échu à la Carène, γ Velorum (ou Suhail al Muhlif) est l’étoile la plus brillante de la constellation des Voiles. C’est une étoile multiple. γ1 Vel est une sous-géante bleue de magnitude apparente 4,27 et elle possède probablement un compagnon. γ2 Vel est constituée d’une supergéante bleue, trente fois plus massive que le Soleil et 200 000 fois plus lumineuse, et d’une étoile Wolf-Rayet, la plus proche et l'une des plus chaudes (plus de 60 000 K en surface) que l’on connaisse, qui tournent l’une autour de l’autre en 78,5 jours. γ1 Vel et γ² Vel sont séparées de 10 000 ua.
Gamma Velorum est parfois appelée Regor, en l’honneur de l’astronaute Roger Chaffee qui périt dans l’incendie de la capsule Apollo 1 en 1967, en écrivant son prénom à l’envers.

### Autres étoiles
λ Vel (Alsuhail) est une supergéante orange, aussi grande que l’orbite de la Terre.

## Objets célestes
Les Voiles se trouvent sur une partie du ciel traversée par la Voie lactée et contiennent plusieurs amas et nébuleuses, comme les amas ouverts NGC 2547, NGC 2670, NGC 3201, IC 2391 et IC 2395, ou la nébuleuse planétaire NGC 3132.
La nébuleuse de Gum s’étend en grande partie sur les Voiles (elle déborde un peu sur la Poupe). C’est le rémanent de supernova. Vela (XYZ), aussi appelé SNR G263.9-03.3, résulte également d’une supernova, en l'occurrence celle qui a produit le pulsar de Vela (ou PSR B0833-45), un des premiers pulsars découverts et un des plus étudiés encore à l'heure actuelle. Un rémanent plus jeune que Vela (XYZ) a été découvert, recouvrant partiellement celui-ci. Il est appelé RX J0852-4622, ou plus simplement Vela Junior, par opposition à Vela (XYZ). Vela Junior est en effet l'un des plus jeunes rémanents connus, avec un âge de l'ordre de sept-cents ans. C'est également l'un des plus proches, mais il ne semble pas que la supernova qui lui a donné naissance ait été observée.
En 1999, une nova fut observée dans la constellation des Voiles. Elle porte le nom de Nova Velorum 1999, ou plus traditionnellement V382 Velorum.
Vela X-1, une binaire X à forte masse est un des objets de cette classe les plus étudiés. Il comporte l'une des étoiles à neutrons les plus massives connues (minimum 1,7 masse solaire).
L'exoplanète GJ1132 b se retrouve dans la constellation des Voiles.